# Condylostylus cornutus
Condylostylus cornutus är en tvåvingeart som beskrevs av Van Duzee 1931. Condylostylus cornutus ingår i släktet Condylostylus och familjen styltflugor.
Artens utbredningsområde är Panama. Inga underarter finns listade i Catalogue of Life.